# Zapfenpflücker

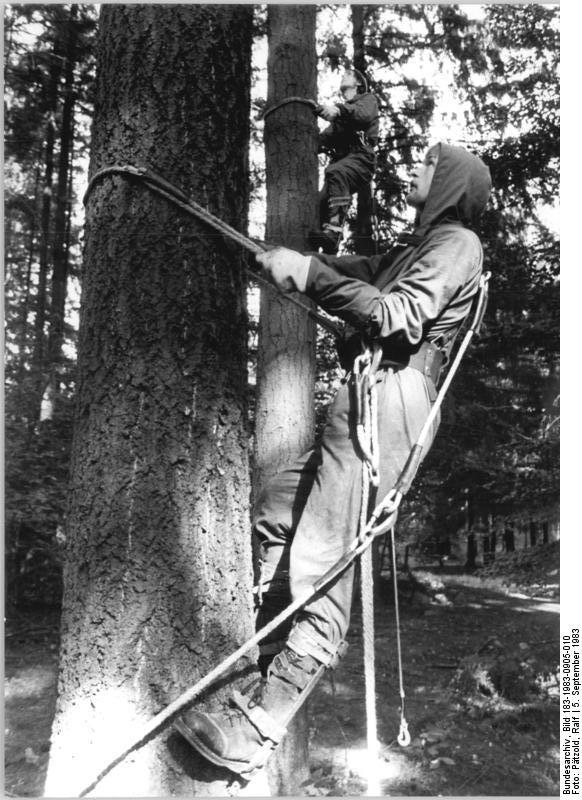
Zapfenpflücker oder -steiger (1983)

Zapfenpflücker oder Zapfensteiger steigen in die Kronen von Koniferen, um Zapfen zu ernten und so die Samen zu erhalten. 2011 gab es etwa hundert Zapfensteiger in Deutschland, die zum Beispiel an der Staatsklenge Nagold in Baden-Württemberg in einem kostenpflichtigen, einwöchigen Lehrgang ausgebildet werden. Alle zwei Jahre muss eine Gesundheitsunbedenklichkeitsbescheinigung erneuert werden.
Die Zapfensteiger verwenden Steigeisen, Sicherungsgeschirr und nutzen spezielle Seilklettertechniken, um an das wertvolle Saatgut zu gelangen. Bei der Arbeit werden sie durch ein Halteseil gesichert. Mit einer teleskopartig verlängerten Zange pflücken sie Zapfen von den Zweigen und sammeln sie in einem Sack. Die nicht voll ausgereiften Zapfen werden bis zur vollen Reife der Samen in speziellen Darren nachgetrocknet. Mit Hilfe dieser Technik wird eine Ernte von hoher Qualität erreicht, die durch das Aufsammeln der Zapfen vom Boden wegen der Verluste durch Tierfraß oder Zerstreuung durch den Wind nicht erreicht wird. Die Saat wird zur Baumaufzucht verwendet. Im Freiburger Stadtwald ernten die in der Regel freiberuflichen Zapfenpflücker, die meist im Wald übernachten, regelmäßig die noch grünen Douglasienzapfen.
In der DDR wurde dieser Beruf noch bis 1985 ausgeübt.